# Navajero de Albacete

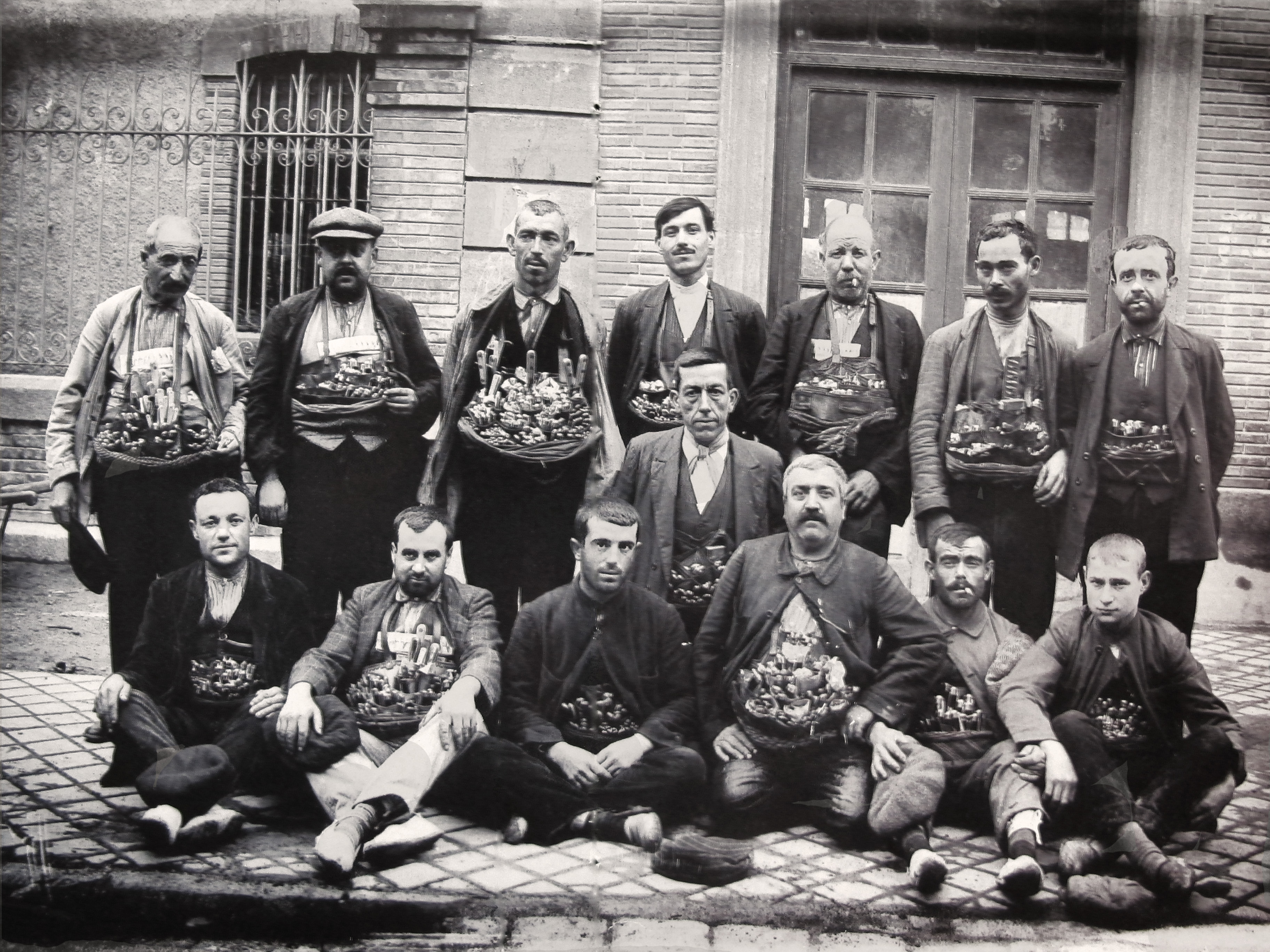
Navajeros de Albacete a principios del siglo con expositor al cinto y su indumentaria característica

El navajero de Albacete fue una figura histórica de venta ambulante que se desarrolló en la ciudad española de Albacete desde mediados del siglo XIX hasta el último cuarto del siglo XX. 
Es, en sí mismo, el vendedor de navajas de Albacete, entre otras piezas cuchilleras, oficio típico albaceteño, que se convirtió en un personaje representativo de la capital.

## Historia

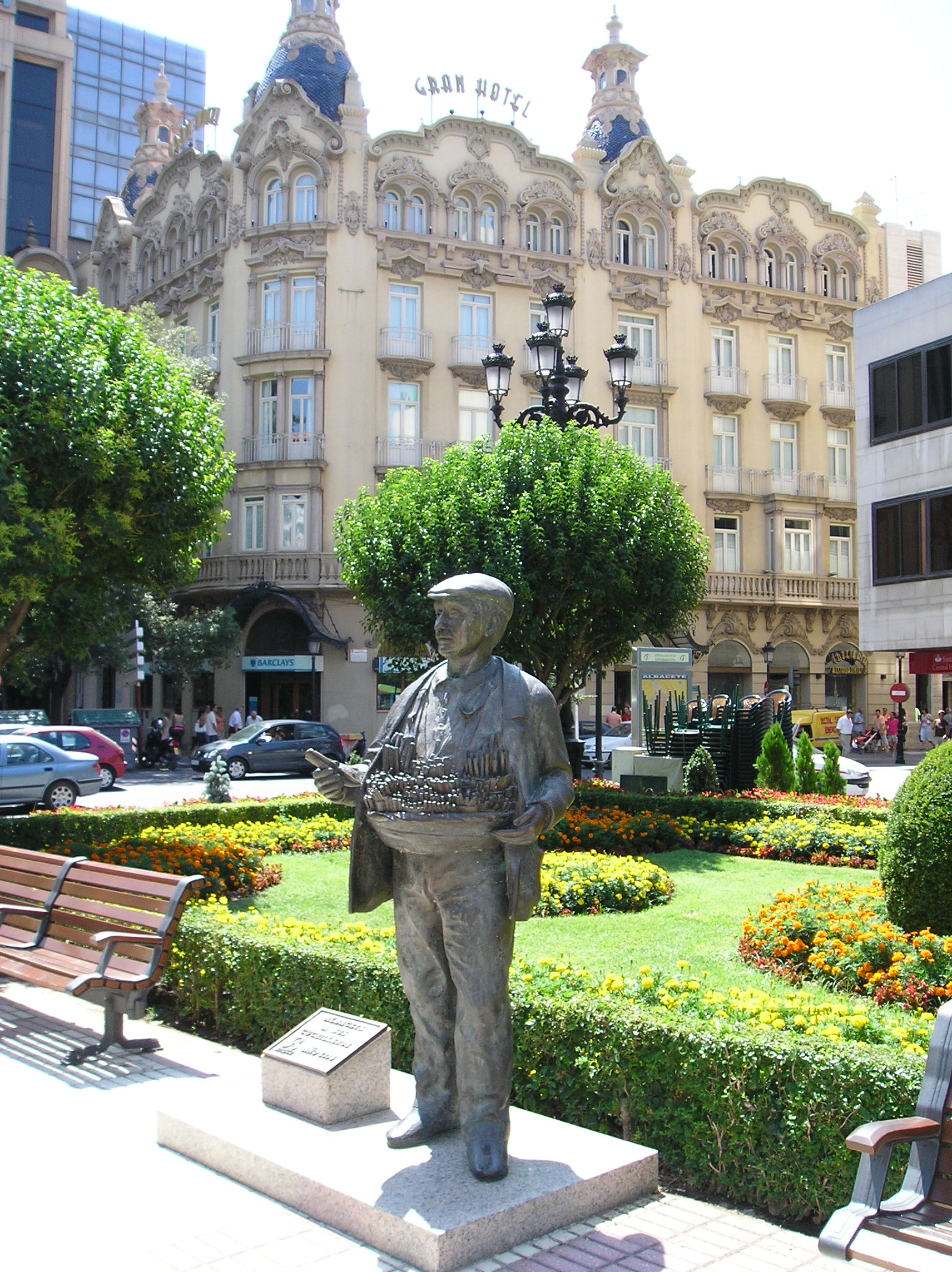
La figura histórica del extinto navajero de Albacete quedó inmortalizada para la posteridad en el centro de la ciudad castellanomanchega: el monumento al Cuchillero refleja fielmente esta forma de venta ambulante.

En el siglo XIX, con la llegada del ferrocarril, en 1855, se vio favorecida la comercialización de la cuchillería de Albacete al facilitar y abaratar el 
transporte de las materias primas y de los pedidos. 
El hecho dio lugar a la aparición de los «navajeros de Albacete», vendedores ambulantes de navajas, cuchillos, puñales y otros elementos cortantes que, con expositor al cinto, salían a las calles céntricas y principalmente a las estaciones ferroviarias y de autobuses y ofrecían su mercancía cuchillera que salía frecuentemente de sus propios talleres a los viandantes y viajeros.
Los cuchilleros salían con la mercancía expuesta en una faja, primero, y, en un ancho cinto –de unos 18 kilos de peso–, después, y la ofrecían a las personas que viajaban en los trenes y más adelante también en los autobuses que diariamente pasaban por la ciudad pregonando expresiones populares de la cultura manchega como «¡Navajas, navajitas de Albacete!», con las que se ganaban a sus clientes, representando estas ventas una considerable proporción de las que realizaban globalmente. Esta forma de venta ambulante histórica de la capital albaceteña se mantuvo hasta las últimas décadas del siglo XX. Los últimos navajeros de Albacete se extinguieron en la década de 1990.

## En el arte
El monumento al Cuchillero es una escultura de bronce realizada por Llanos Flores y Antonio Herreros en 1998 que se encuentra en los jardines del Altozano en el centro de la ciudad. Representa al pintoresco personaje desempeñando el oficio vestido con el traje típico portando su cinto lleno de navajas.

## En la literatura
La figura clásica de la capital quedó plasmada en la literatura por numerosos escritores que se hicieron eco de esta castiza postal española:

Apenas se había parado el tren cuando ya fuimos asaltados por vendedores de navajas.
Gustave Doré